# 345871 Xuguangxian
345871 Xuguangxian è un asteroide della fascia principale. Scoperto nel 2007, presenta un'orbita caratterizzata da un semiasse maggiore pari a 2,6983604 au e da un'eccentricità di 0,2070117, inclinata di 5,14882° rispetto all'eclittica.